# Lentini
Lentini (em siciliano Lintini; antiga Leontinos, do grego Leontinoi, ou Leôncio, do latim Leontium) é uma comuna italiana da região da Sicília, província de Siracusa, com cerca de 23 711 habitantes. Estende-se por uma área de 215,75 km², tendo uma densidade populacional de 110 hab/km². Faz fronteira com Belpasso (CT), Carlentini, Catania (CT), Francofonte, Militello in Val di Catania (CT), Palagonia (CT), Ramacca (CT), Scordia (CT).

## Demografia
| Variação demográfica do município entre 1861 e 2011                               |
|                                                                                   |
| Fonte: Istituto Nazionale di Statistica (ISTAT) - Elaboração gráfica da Wikipedia |